# Elena Nikandrovna Klokacheva
Elena Nikandrovna Klokacheva (en ruso Елена Никандровна Клокачёва, también conocida como Klakachova (Клакачова) o Klakacheva (Клакачева); (San Petersburgo, Rusia, 25 de noviembre de 1871 - fallecida no antes de 1943), fue una pintora y dibujante. Es sobre todo conocida por uno de los pocos retratos que existen de Rasputín, actualmente en el Hermitage. En 1942 y 1943, durante el sitio de Leningrado, realizó varios retratos de oficiales médicos españoles de la División Azul.

## Reseña biográfica
Elena Nikandrovna Klokacheva nació el 25 de noviembre de 1871 en el seno de una familia de marinos ilustres, descendientes de Fedot Alkséevich Klokachev (Федот Алексеевич Клокачёв), Vicealmirante de la Flota rusa del Mar Negro (1739-1783) del que Elena Nikandrovna era tataranieta. Su padre, Nikandr Nikolaevich Klokachev (Никандр Николаевич Клокачёв), era Contralmirante.
Estudió en el Gymnasium "Maria Nikolaevna Stoiunina" de San Petersburgo y, desde 1891, en la Academia de las Artes.
Desde 1902 aparece en el directorio Todo Petersburgo (Весь Петербург), unas veces como Klokacheva y otras como Klakacheva, en diferentes domicilios. A partir de 1906 vivió en la calle Serguiévskaya. La calle cambió de nombre a Chaikovskogo en 1923. A partir de 1917, su nombre no vuelve a aparecer en el directorio. Desde 1922 vivió en Pavlovsk.
En 1910, la escritora Evdokiia Nagródskaia (Евдокия Аполлоновна Нагродская) le dedicó su novela La ira de Dionisos (Гнев Диониса, San Petersburgo, Тип. Н.Я. Стойковой, 1910).
En 1942 y 1943, la División Azul -que participaba en el sitio de Leningrado- tenía un hospital de sangre en Pavlovsk. Klokacheva realizó a carboncillo los retratos de varios médicos españoles que estuvieron destinados en ese hospital. Dos de esos retratos se conservan en España en manos de sus familiares.

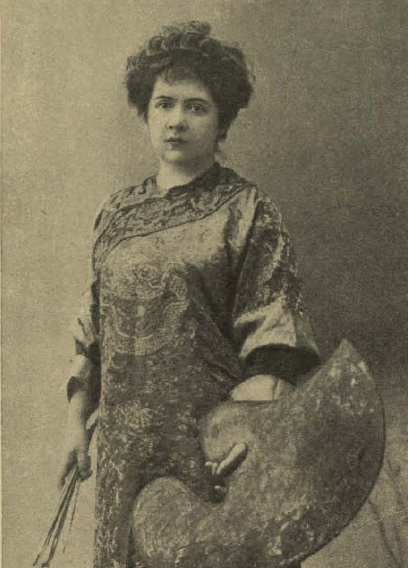
Fotografía de Elena Nikandrovna Klokacheva, 1907

Se desconoce la fecha y el lugar de su muerte.

## Formación artística
Estudió pintura en la Academia de las Artes de San Petersburgo (Императорская Академия Xудожеств); en 1891 y 1892 con Pável Chistiakov, después con Pavel Kovalevsky (Па́вел О́сипович Ковале́вский). En 1899 estuvo en Múnich estudiando con Anton Ažbe, pintor esloveno afincado allí y con Franz von Lenbach. 
Tomó parte en exposiciones del movimiento de los pintores "ambulantes" o Peredvízhniki (en ruso, Передвижники) cuyo miembro más conocido fue Iliá Yefímovich Repin
En 1901 obtuvo el título de “artista” (en ruso художника) por su cuadro “Entre bambalinas del circo” (За кулисами цирка). La Academia había empezado a admitir mujeres de “pleno derecho” en 1873.
A principios del siglo XX viajó a Túnez, Sicilia y al Turquestán ruso, de donde se inspiró para muchas de sus obras de estilo orientalista.
En 1907 la Academia compró su cuadro Entre bambalinas del circo y expuso en San Petersburgo y en Moscú su cuadro Días difíciles y un retrato de su amiga, la historiadora del arte, Olga Bazankur (Ольга Георгиевна Базанкур-Штейнфельд).
En 1909 participó en la exposición “de primavera” en la propia Academia de las Artes, con su dibujo “Sátiro y ninfa”.
Se relacionó con pintoras y artistas de su época en San Petersburgo como las escritoras Nadezhda Aleksandrovna Lujmanova (Надежда Александровна Лухманова) y Evdokiia Nagródskaia. Fueron compañeras suyas en la Academia de las Artes Maria Alekseevna Fedorova (Мария Алексеевна Фёдорова), Elizabeta Mijailovna Martynova (Елизавета Михайловна Мартынова), y Anna Petrovna Ostroumova-Lebedeva (Анна Петровна Остроумова-Лебедева). Posó para la fotógrafa Elena Lukinichna Mrozovskaya -o Helène de Mrosovsky- (Елена Лукинична Мрозовская).
Perteneció a la Sociedad de Pintores de San Petersburgo (Санкт-Петербургское общество художников (1890 —1918)).

## Obra

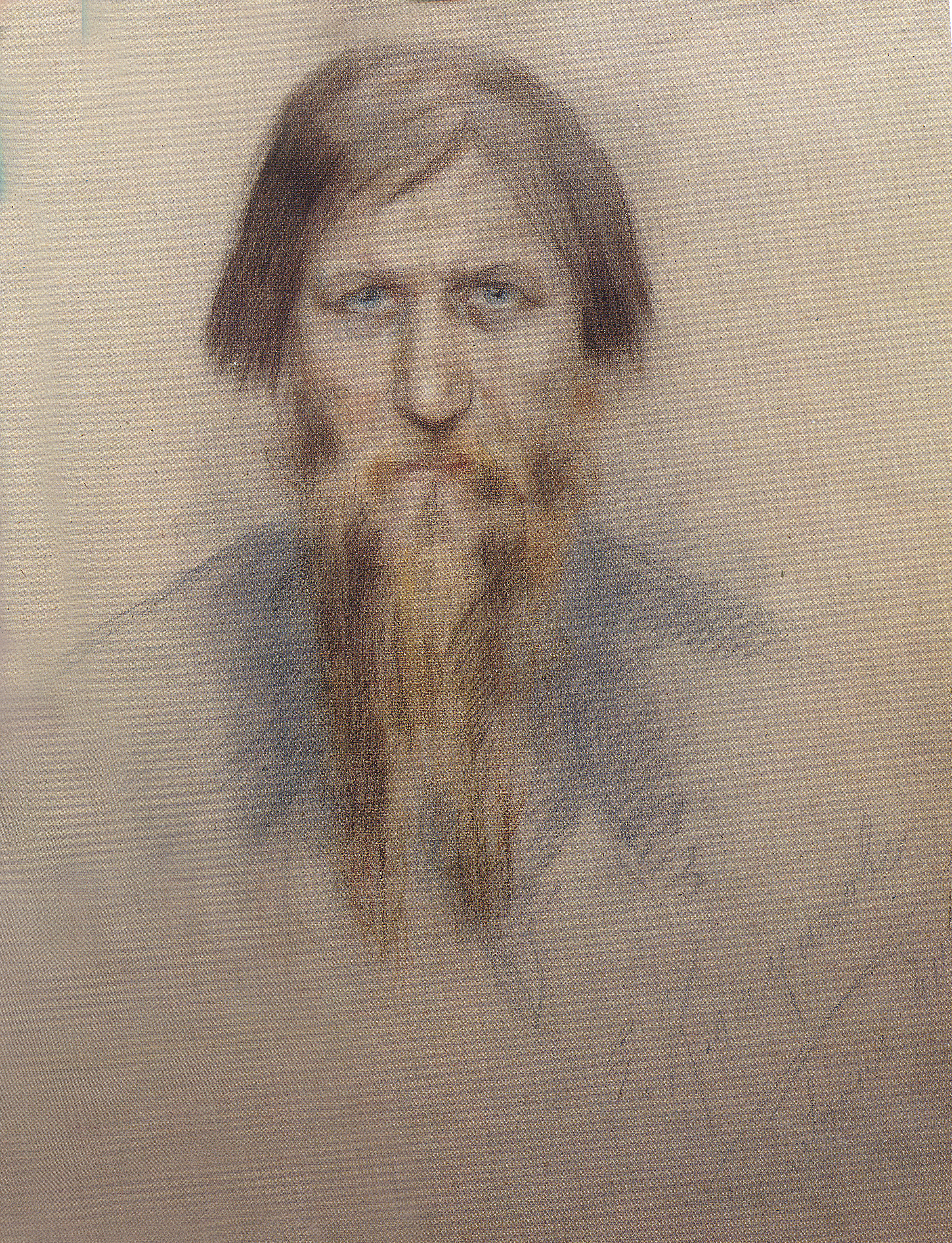
Retrato de Grigori Rasputín por E.N. Klokacheva,1914

Pintora adscrita al realismo, destaca sobre todo por sus dotes como retratista. El retrato de Rasputín es uno de los pocos -realizados en vida- que se conserva del personaje, más conocido a través de innumerables fotografías. Pintó también paisajes urbanos y pintura de género.
- Retrato de Rasputin, firmado y fechado en 1914, lápices de colores y pastel sobre cartulina gris, 81.5 x 56 cm, museo Hermitage de San Petersburgo
- Escena de la vida de los boyardos (Сцена из боярской жизни), firmado, óleo sobre lienzo, 107 x 76 cm
- Entre bambalinas, o Entre bambalinas del circo, o En el circo (За кулисами, o За кулисами цирка), 1901, óleo, reproducido en Нива, 22, 1902, pág. 429
- Ícaro, o La muerte de Ícaro (en ruso Икар, o Смерть Икара), 1901, óleo, reproducido en Нива,[7] 6, 1902, pág. 104, y en postales a principios del siglo XX
- Carrusel (Карусель), 1904, óleo
- Г-жи Л. К.,[8] 1904
- Retrato de Krasinski (Портрет гр. Красинской), 1905, lápices de colores
- Muchacha (Девочка), 1905
- Retrato de Olga Bazankur (Портрет г-жи О.Г. Базанкур), 1906, lápices de colores, reproducido en Нива, 46, 1908, pág. 798
- Días difíciles (Тяжелые дни), 1907, óleo
- Retrato del general Aleksandr Kiriev (Александр Алексеевич Киреев), 1907, reproducido en Новое Время, 14 de febrero de 1907, pág. 6
- Mujeres tártaras (Татарские женщины), 1908
- Retrato de M. A. Lishin (Портрет М. А. Лишина[9]), 1908
- Retrato de la artista Aksarina (Портрет артистки Аксариной[10]), 1909, lápices de colores
- Sátiro y ninfa (Сатир и нимфа),1909, pastel, reproducido en Огонëк[11] , 10, 1909, pág. 15, y en postales a principios del siglo XX
- Retrato de la actriz checa Bella Gorskaya (Běla Horská), 1911, lápices de colores

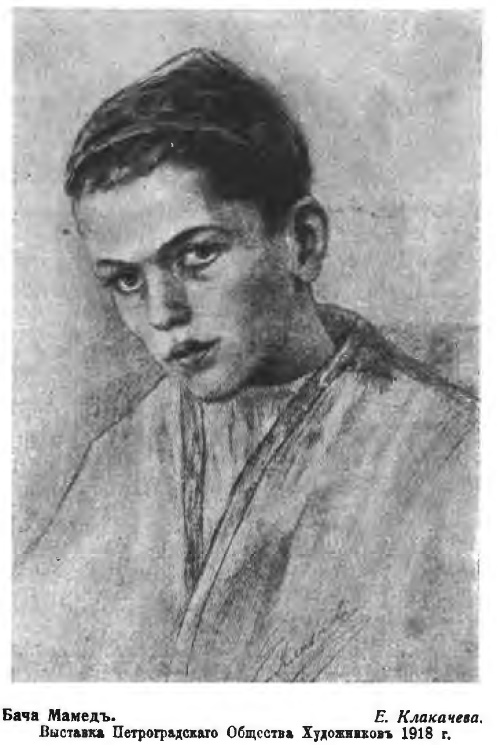
Bacha Mamed, E. Klokacheva, 1918

- Retrato del Lev Kasso  reproducido en Новое Время, 2 de abril de 1911, pág. 6

- Leyenda del Caballero Romualdo de Borgoña o El Caballero Romualdo en el bosque encantado (Легенда о рыцаре Ромуальде Бургундской o Рыцарь Ромуальд в очарованном лесу), 1911, óleo

- El Guerrero o Churila Plenkovich (Витязь o Чурила Пленкович), 1911, reproducido en postales a principios del siglo XX
- Портрет арт. Миесс Мод Робертсон, 1911
- Retrato de la cantante M. Karinskaya (Портрет певицы М. Каринской[12]), 1911
- Amigas (Подруги)
- El Amor (Любовь o Amore), 1912, óleo, reproducido en postales a principios del siglo XX
- Retrato del cardenal Rampolla, 1913, reproducido en Новое Время, 14 de diciembre de 1913, pág. 8

- Горе, 1913, óleo
- En el Bazar de Samarcanda (На базаре Самарканд), 1914
- En los tejados de Samarcanda (На крышах Самарканд), 1914, óleo, reproducido en postales a principios del siglo XX
- Callejón de Samarcanda (Уличка Самарканд), 1915
- Retrato del conde J. de Lalaing (Графъ Ж. де-Лалэнгъ[13]), 1915, reproducido en Новое Время, 14 de noviembre de 1915, pág. 11
- Retrato del General Mitrofan Grekov (Генерал Митрофан Ильич Греков), 1915, reproducido en Новое Время, 2 de mayo de 1915, pág. 11
- En la calle (На улице), 1915, reproducido en Огонëк, 47, 22 de noviembre de 1915 y en Новое Время, 2 de mayo de 1915, pág. 11
- Bazar (Базар), 1915
- Retrato de la Artista Inglesa Douglas (Портрет Английской Артистки Дугласъ), reproducido en Огонëк, 47, 22 de noviembre de 1915
- Túnez (Тунис), 1917
- Retrato del escritor Piotr Petrovich Gnedich (Петр Петрович Гнедич), reproducido en Нива, 6, 1917, pág. 95

- Retrato de Sergei Zavadsky (Сергей Владиславич Завадский), 1917
- Cuento Oriental (Восточная сказка), 1918
- Bacha Mamed (Бача Мамед), reproducido en Нива, 18, 1918, pág. 276
- Sueño (Мечты), reproducido en postales a principios del siglo XX
- Cotilleo (Сплетни)
- El zarévich cisne (Царевич лебедь)
- Retratos de Cristóbal de Grecia, general Iván Dumbadze

## Galería

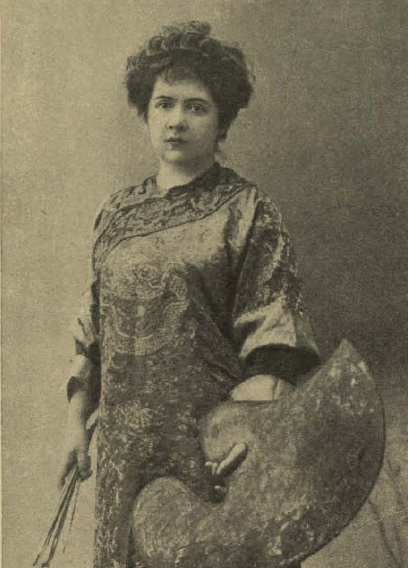
Elena Nikandrovna Klokacheva fotografiada en 1907 por Elena Lukinichna Mrozovskaya
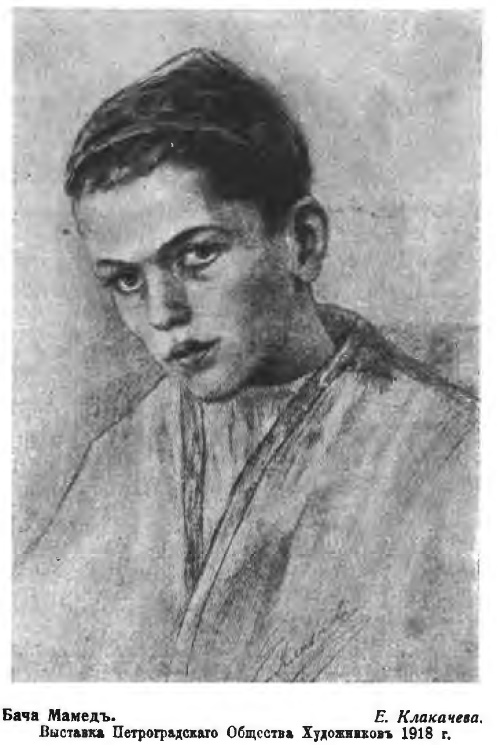
Bacha Mamed, reproducido en Нива, 18, 1918, pág. 276
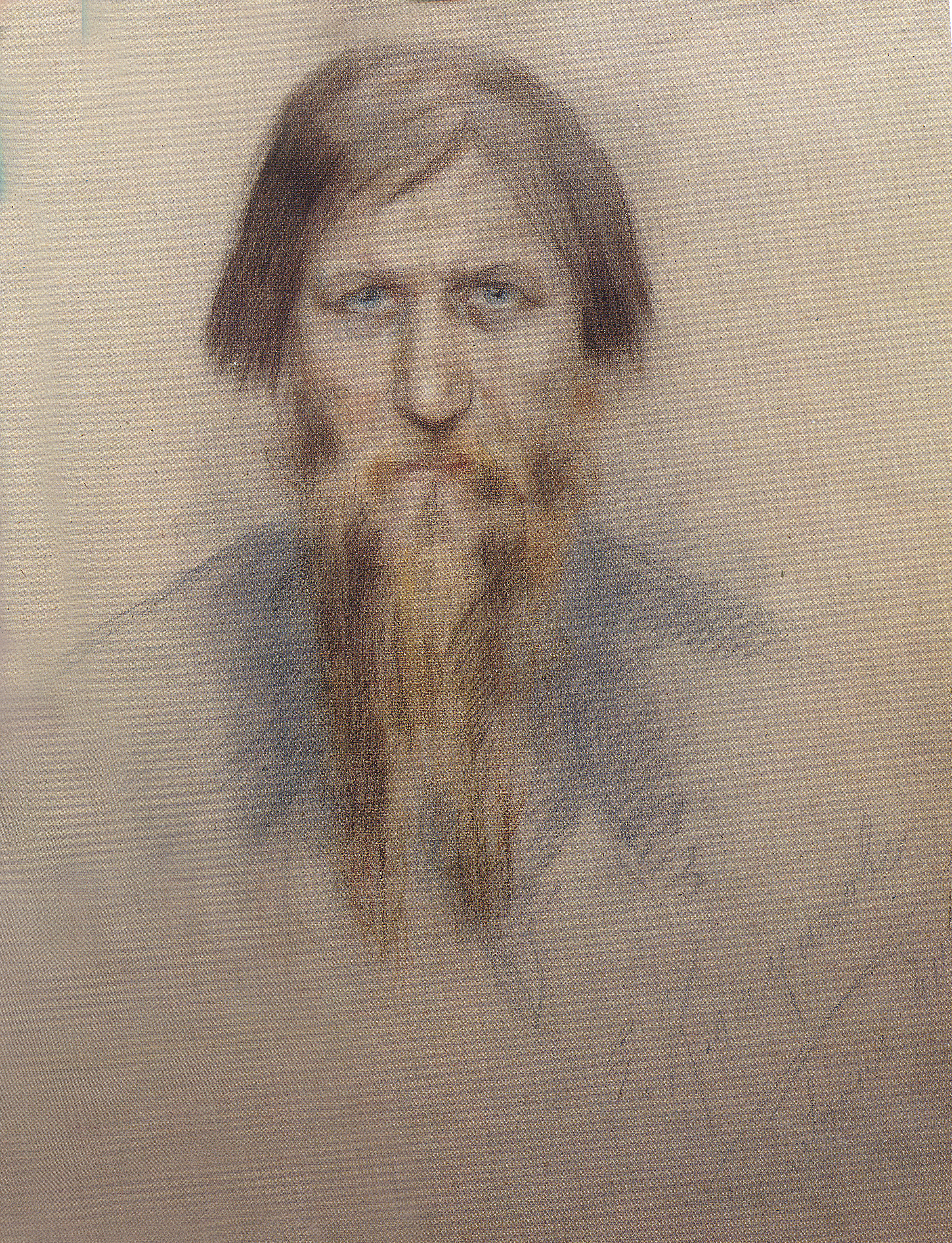
Retrato de Rasputin, firmado y fechado en 1914. Museo Hermitage
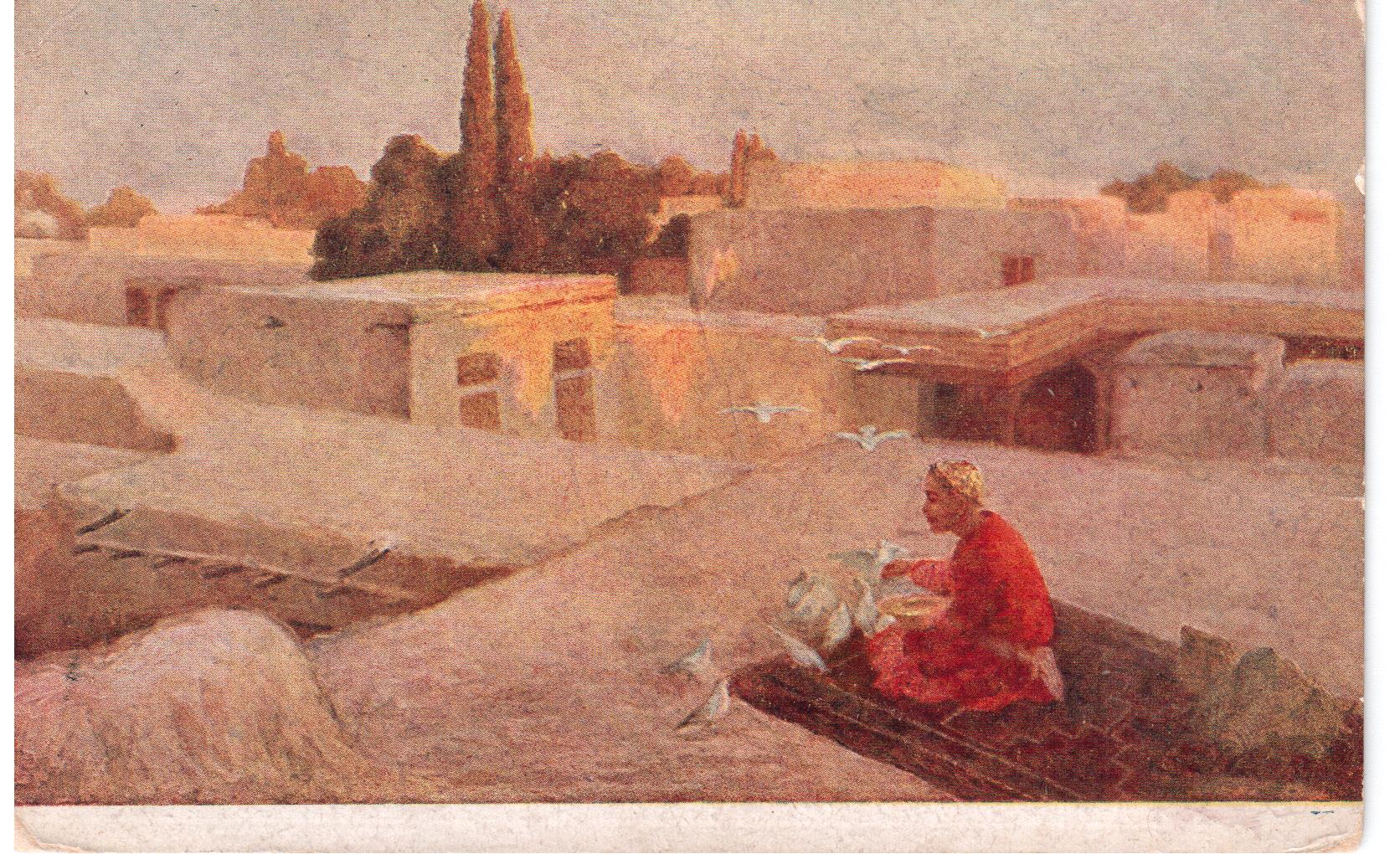
En los tejados de Samarcanda (На крышах Самарканд), 1914, óleo, publicado como postal en 1916
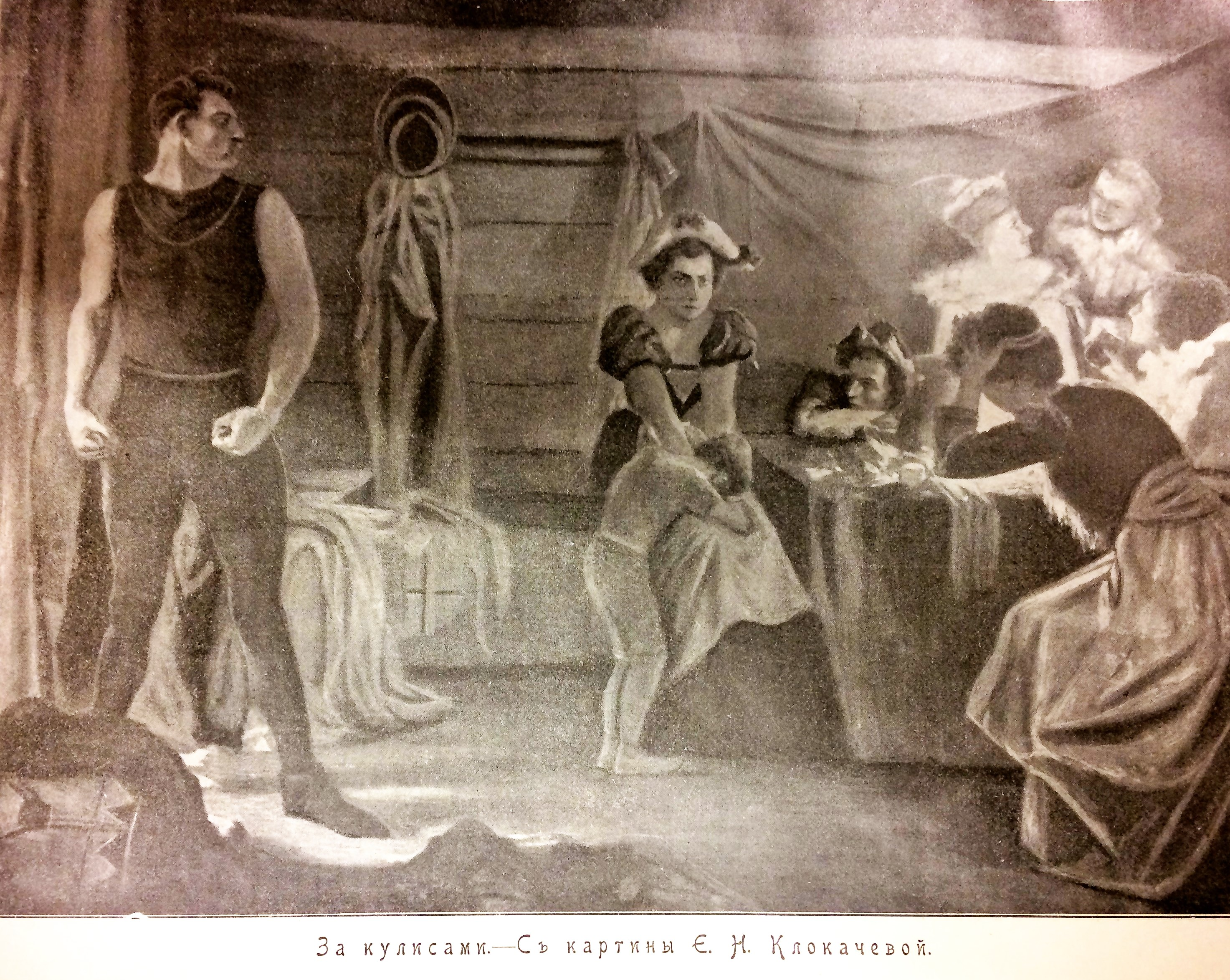
Entre bambalinas (За кулисами), reproducido en Niva, 22, 1902, pág. 429